# Terelle
Terelle est une commune italienne de la province de Frosinone, dans la région Latium.

## Administration
| Période                                  | Période  | Identité       | Étiquette | Qualité |
| ---------------------------------------- | -------- | -------------- | --------- | ------- |
| 13 mai 2001                              | En cours | Vincenzo Leone |           |         |
| Les données manquantes sont à compléter. |          |                |           |         |

### Communes limitrophes
Atina, Belmonte Castello, Casalattico, Cassino, Colle San Magno, Piedimonte San Germano, Sant'Elia Fiumerapido, Villa Santa Lucia